# رافائل مونه‌رو آرنزادی
رافائل مونه‌رو آرنزادی (اسپانیایی: Rafael Moreno Aranzadi‎; ۲۳ مهٔ ۱۸۹۲ – ۱ مارس ۱۹۲۲) یک بازیکن فوتبال اهل اسپانیا بود.
پیچیچی فوتبالیست اسپانیایی متولد بیلبائو در دهه ۱۹۱۰ و ۱۹۲۰است.
پیچیچی به مدت یازده سال شماره ۸ تیم اتلیکو بیلبائو بود و در سال‌های حضور در این تیم ۴ بار در سالهای ۱۹۱۴٬۱۹۱۵٬۱۹۱۶٬۱۹۲۱ در جام حذفی اسپانیا موسوم به «کوپا دل ری» به قهرمانی رسید.
در المپیک ۱۹۲۰ آنتورپ برای تیم اسپانیا به میدان رفت و در نهایت صاحب مدال نقره گردید.
پیچیچی در سال ۱۹۲۲ از دنیای فوتبال خداحافظی کرد.
جایزه بهتربن گلزنان لالیگای اسپانیا به افتخار او «جایزه پیچیچی» نام گذاری شده و لیونل مسی رکورد دار کسب این جایزه است.